# Жаохэ
Жаохэ́ (кит. упр. 饶河, пиньинь Ráohé) — уезд городского округа Шуанъяшань провинции Хэйлунцзян (КНР). Название уезда происходит от протекающей в этих местах реки Наолихэ.

## География
Уезд Жаохэ на востоке граничит с Российской Федерацией, на юге — с городским округом Цзиси, на юго-западе — с уездом Баоцин, на западе и севере — с городским округом Цзямусы.

## История
Уезд Жаохэ провинции Гирин был образован в 1909 году.
В 1931 году Маньчжурия была оккупирована японскими войсками, а в 1932 году было образовано марионеточное государство Маньчжоу-го. В 1934 году было введено деление Маньчжоу-го на 15 провинций и 1 особый город, и уезд Жаохэ вошёл в состав новой провинции Саньцзян. В 1939 году уезд вошёл в состав новой провинции Дунъань, а в 1943 — Объединённой провинции Восточная Маньчжурия.
В 1945 году Маньчжурия была освобождена Советской армией, и уезд Жаохэ вошёл в состав новой провинции Хэцзян. В мае 1949 года провинция Хэцзян была присоединена к провинции Сунцзян, а в 1954 году провинция Сунцзян была присоединена к провинции Хэйлунцзян, и уезд Жаохэ вошёл в состав Специального района Хэцзян (合江专区). В 1960 году уезды Жаохэ и Хулинь были объединены в уезд Жаоху (虎饶县), но в 1964 году они были воссозданы.
1 января 1985 года район Хэцзян был ликвидирован, а вместо него был образован городской округ Цзямусы. В 1993 году уезд Жаохэ был переведён из городского округа Цзямусы в состав городского округа Шуанъяшань.

## Административное деление
Уезд Жаохэ делится на 4 посёлка и 5 волостей.
| № | Название  | Название (кит.) | Статус  | Население чел. (2010) | На карте                         |
| - | --------- | --------------- | ------- | --------------------- | -------------------------------- |
| 1 | Жаохэ     | 饶河镇          | поселок | 31174                 | 46°47′46″ с. ш. 134°00′23″ в. д. |
| 2 | Сяоцзяхэ  | 小佳河镇        | поселок | 10990                 | 47°12′42″ с. ш. 133°44′04″ в. д. |
| 3 | Сифэн     | 西丰镇          | поселок | 9264                  | 47°04′12″ с. ш. 133°18′01″ в. д. |
| 4 | Шаньли    | 山里乡          | волость | 5951                  | 47°07′28″ с. ш. 133°25′08″ в. д. |
| 5 | Силиньцзы | 西林子乡        | волость | 4660                  | 46°55′21″ с. ш. 134°00′05″ в. д. |
| 6 | Датунхэ   | 大通河乡        | волость | 3990                  | 46°43′52″ с. ш. 133°56′54″ в. д. |
| 7 | Дацзяхэ   | 大佳河乡        | волость | 3693                  | 47°10′57″ с. ш. 133°34′13″ в. д. |
| 8 | Сыпай     | 四排乡          | волость | 1364                  | 46°57′40″ с. ш. 134°03′15″ в. д. |
| 9 | Улиньдун  | 五林洞镇        | поселок | 1076                  | 46°33′09″ с. ш. 133°39′26″ в. д. |

## Экономика
В уезде расположен Государственный природный заповедник северо-восточных темных пчел, вокруг которого развивается пчеловодство и производство мёда. По состоянию на 2022 год в Жаохэ насчитывалось более 600 профессиональных пчеловодов и свыше 100 пчеловодных кооперативов.

## Транспорт
Через территорию Жаохэ проходят два национальных шоссе: G229 (Жаохэ — Гайчжоу) и G331 (Даньдун — Алтай).